# Abdulla Nasur
Ahmed Nasur Abdullah ou Abdalla Nasur  est un footballeur ougandais des années 1970. Il est finaliste de la CAN 1978.

## Buts en sélection
| Buts en sélection de Abdalla Nasur | Buts en sélection de Abdalla Nasur | Buts en sélection de Abdalla Nasur | Buts en sélection de Abdalla Nasur | Buts en sélection de Abdalla Nasur | Buts en sélection de Abdalla Nasur | Buts en sélection de Abdalla Nasur                 |
|                                    | Date                               | Lieu                               | Adversaire                         | Score                              | Résultat                           | Compétition                                        |
| ---------------------------------- | ---------------------------------- | ---------------------------------- | ---------------------------------- | ---------------------------------- | ---------------------------------- | -------------------------------------------------- |
| 1.                                 | 27 février 1977                    | Ndola (Zambie)                     | Zambie                             | 1-0 (1 but à 14e)                  | 2-4 ap                             | Coupe du monde de football de 1978 (éliminatoires) |
| 2.                                 | 14 mars 1978                       | Kumasi (Ghana)                     | Nigeria                            | 1-0 (1 but à 11e)                  | 2-1                                | CAN 1978 (Demi-finale)                             |